# Sergueï Sergueïevitch Demidov
Sergueï Sergueïevitch Demidov (en russe : Серге́й Серге́евич Деми́дов), né le 30 décembre 1942 à Moscou), est un mathématicien et historien des mathématiques soviétique puis russe.

## Biographie
Né dans la famille d'un ingénieur de l'aviation S. A. Demidov (1909-1999). Il est diplômé de la Faculté de mécanique et de mathématiques de l'Université d'État de Moscou, baptisée du nom de MV Lomonosov (1964).
En 1968, il soutient sa thèse intitulée "Quelques questions d'histoire des problèmes mathématiques de D. Hilbert ", pour le grade de candidat en sciences physiques et mathématiques. Depuis 1972, il travaille à l'Institut d'histoire des sciences naturelles et de la technologie (IIET).
En 1990, à l'Institut de mathématiques de Kiev, il soutient sa thèse intitulée "Développement de la théorie des équations différentielles ordinaires à partir de l'époque de Cauchy jusqu'au début du XXe siècle” pour le diplôme de docteur en physique et mathématiques  .
Ses thèmes de recherche sont l'histoire des mathématiques (analyse mathématique, théorie des équations différentielles ordinaires et des équations différentielles partielles), l'histoire de la méthode axiomatique, les aspects philosophiques de l'évolution des mathématiques, et l'histoire des mathématiques en Russie et en URSS.
Il dirige le département d'histoire des mathématiques et de mécanique de la faculté de mécanique et de mathématiques de l'université d'État de Moscou (depuis 2004), après avoir dirigé celui d'histoire des mathématiques (1987—2010). Il est rédacteur en chef de la revue Historical-Mathematical Studies. Il est à la tête de la section de mathématiques de la Chambre des scientifiques de l'Académie des sciences de Russie.

## Sociétés scientifiques et académies
Sergueï Demidov est membre de la Société mathématique de Moscou, de l'American Mathematical Society, de la Société d'histoire des sciences (États-Unis) et de la Société des historiens en mathématiques du Royaume-Uni.
En 1968 il est lauréat du prix des jeunes scientifiques en histoire des sciences de l'Académie internationale d'histoire des sciences.
Il est également membre titulaire de cette institution, de 1997 à 2005 il en est le vice-président, et en est le président de 2017 et 2023.